# Resolució 587 del Consell de Seguretat de les Nacions Unides
La Resolució 587 del Consell de Seguretat de les Nacions Unides, aprovada el 23 de setembre de 1986, després de recordar les resolucions anterior del Consell de Seguretat, va condemnar enèrgicament els atacs contra la Força Provisional de les Nacions Unides al Líban (UNIFIL) al sud del Líban, expressant indignació pels atacs rebuts. Algunes vides es van perdre durant l'atac, en què la UNIFIL va acusar de l'acció a l'exèrcit de Israel recolzat per l'Exèrcit del Sud del Líban.
La resolució, presentada per França,
va elogiar el treball de la UNIFIL i el seu "coratge, esperit de disciplina i compostura". També va prendre nota d'un informe del Secretari General de les Nacions Unides i va acceptar les seves propostes relatives a la seguretat de la Força, que li va demanar que informés en un termini de 21 dies sobre l'aplicació de la Resolució 587.
El Consell va acabar demanant la retirada del Sud del Líban de totes les forces militars no acceptades per les autoritats del Líban.
La resolució 587 va ser aprovada amb 14 vots contra cap, mentre que els Estats Units es van abstenir de votar.